# Semantica estensionale
Per semantica estensionale si intende quell'indirizzo filosofico, secondo cui il significato dei termini consiste esclusivamente negli oggetti (fisici) che i termini designano. Con questa interpretazione si raggiunge il culmine dell'Oggettivismo. In particolare, come osserva George Lakoff: i segni ottengono il loro significato dalla corrispondenza con gli oggetti esterni, intesi oggettivamente, cioè indipendentemente dalle interpretazioni di un qualsiasi soggetto pensante.
Disse Wittgenstein (allievo di Russell): Una proposizione è una rappresentazione della realtà; se la capiscono, conoscono la situazione che essa rappresenta. E la capisco senza bisogno che il suo significato mi sia spiegato.
Un altro movimento che favorì l'interpretazione estensionale fu quello partorito dal fisico Bridgman e poi diffuso nella sociologia tra il 1930 e il 1950.
Ma nella seconda metà del Novecento, attraverso la rivoluzione cognitivista in psicologia e antropologia, si iniziarono a notare e criticare le lacune nella interpretazione estensionale. Tyler, nello specifico, dichiarò nel 1969: Così come non c'è alcuna qualità inerente in un oggetto che ci costringe a percepirlo esattamente in un modo, non c'è neppure una caratteristica intrinseca che lega un oggetto al suo nome.